# Capella de Santa Oliva

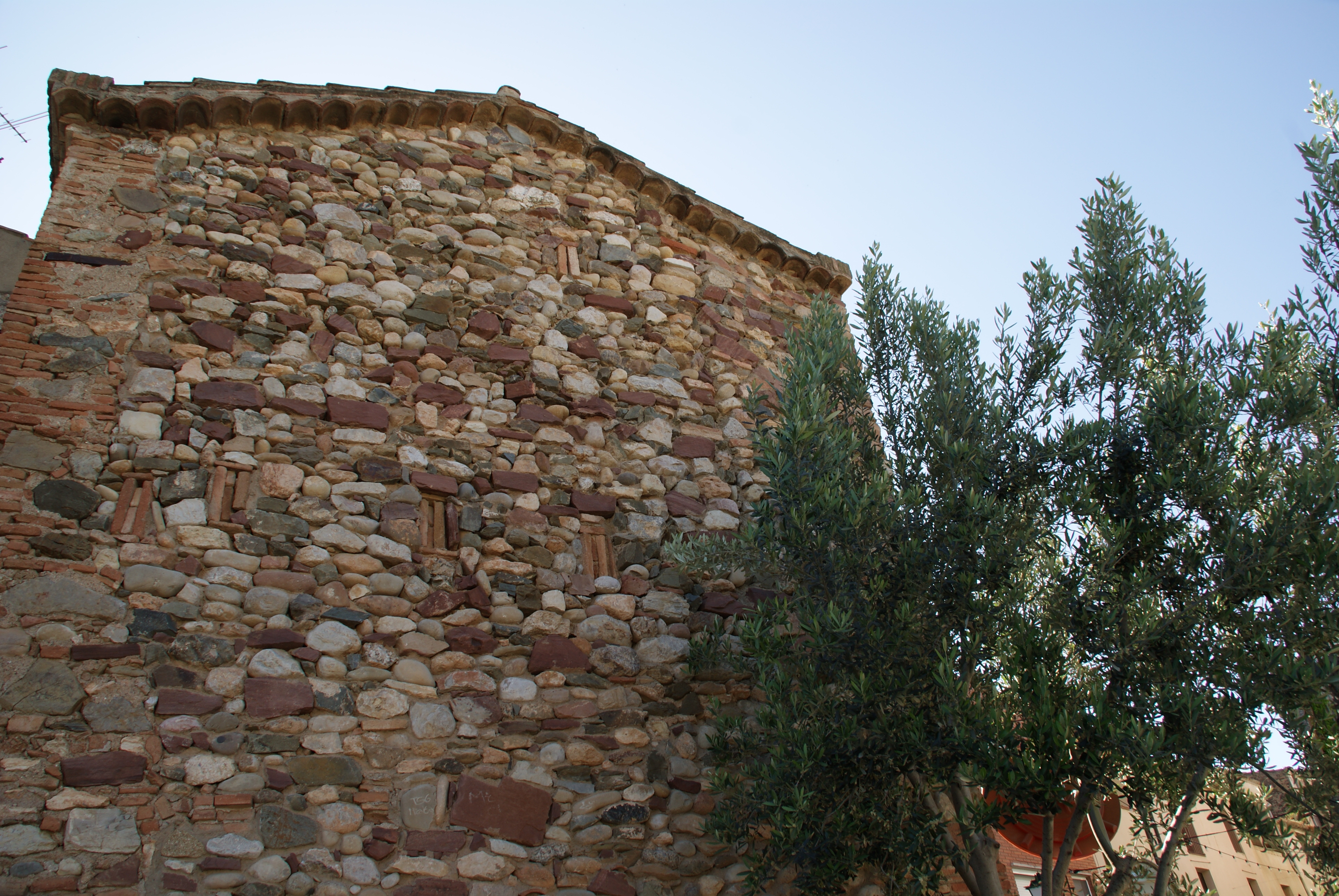
Porxo santa oliva lateral

La capella de Santa Oliva està situada a l'antic portal d'entrada a la vila d'Olesa de Montserrat pel Camí Ral que venia de Vacarisses i Terrassa, al començament de l'actual carrer de Santa Oliva.
La capella va ser construïda entorn de 1675 i reformada el diverses ocasions. Aquesta obra és feta amb maó i el porxo és cobert mitjançant un embigat de fusta amb revoltons que, pel costat de migdia, se sustenta amb sengles pilastres, també de maó. La capella consisteix en una petita cambra amb un ampli finestral-balcó que ocupa gairebé tota la façana. L'interior, cobert amb volta escarsera, conserva una imatge moderna de Santa Oliva, patrona de la vila.
El portal és actualment un pas que discorre sota la construcció de la capella de Santa Oliva. Es tracta d'una obra senzilla, en la qual cal distingir el mur lateral de ponent, més sòlid, que devia adossar-se a la muralla. Està fet amb un parament a base de còdols de disposició irregular i té quatre finestres semblants a espitlleres. És el tipus de parament que caracteritza la muralla, de la qual se n'han conservat alguns trams al sector del carrer Garraf i del carrer de Baix.

## Història
Dels 4 portals més coneguts d'Olesa : el de Santa Oliva (en el camí ral que venia de Vacarisses i Terrassa), el de can Carreras (documentat per primera vegada el 1548 i situat al final del carrer de l'Església), el de les Hortes (prop de la plaça de les Fonts), i el d'en Coscoll (documentat per primera vegada el 1560 i situat al final i a l'esquerra de dit carrer), l'únic que queda actualment és el de Santa Oliva. Els altres van desaparèixer al segle xix, un cop acabada la Guerra Carlina, o a principis del segle xx.
La construcció d'aquest portal esdevingué pels voltants de 1548. Almenys en un document de l'Arxiu Parroquial d'aquest any ja s'esmenta la seva existència.
Al segle xvii van arribar a la vila les relíquies de Santa Oliva, patrona de la vila, i això va motivar l'aixecament d'una capella de caràcter popular (beneïda l'any 1675), que es va bastir sobre el portal, ja que aquest era l'únic que no hi tenia cases consolidades a la part superior. La capella va ser modificada en tres ocasions: els anys 1775, 1839 i 1912. Aquest últim any es va restaurar el portal i la capella, la qual va sortir il·lesa de la Guerra Civil de 1936, però la imatge de la santa fou cremada. L'any 1940 se'n va col·locar una de nova, pagada mitjançant una col·lecta popular.